# عين العقاب

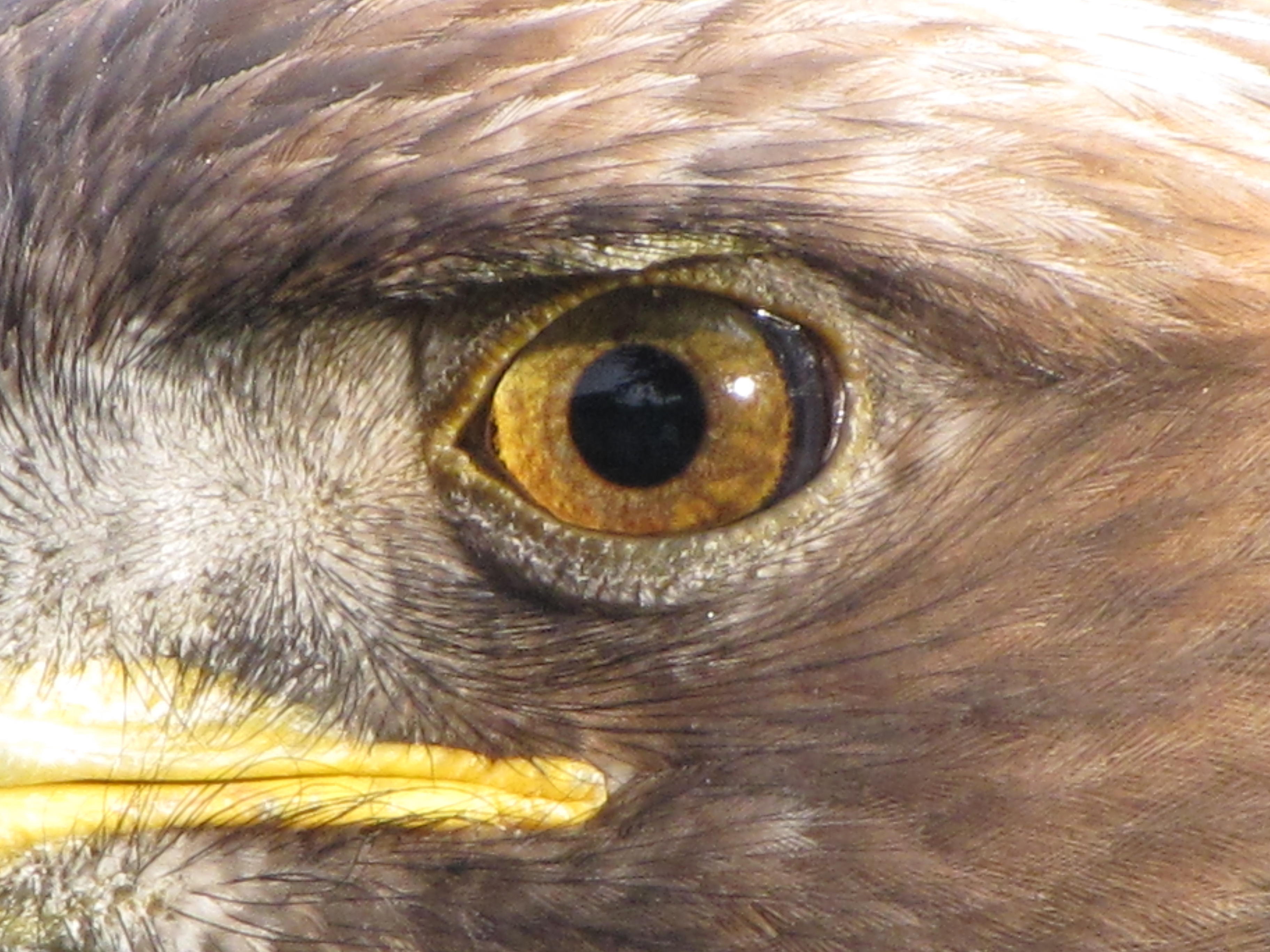
عين العقاب الذهبي

عين العقاب هي الأقوى في المملكة الحيوانية، مع بصر يقدر من 4 إلى 8 مرات أقوى من بصر الإنسان العادي. ويقال أن العقاب قادر على مراقبة أرنب من علي بعد 3.2 كم. على الرغم من أن العقاب قد يزن فقط 10 رطل (4.5 كغ)، وعيناه هي تقريبا نفس حجم عين الإنسان. كما ينزل العقاب من السماء لمهاجمة فريسته، وعضلات عينه تتكيف باستمرار مع انحناء مقل العيون للحفاظ على التركيز الحاد والإدراك الدقيق في جميع النواحي والهجوم.
بالإضافة إلى العقبان، الطيور مثل الباز، الصقور، وعصفور أبو الحناء لديهم رؤية استثنائية التي تمكنهم من جمع فريستها بسهولة. ويذكر أن أعينهم أكبر من حجم الدماغ، من حيث الوزن. رؤية اللون مع القرار والوضوح هي أبرز ملامح عيون العقبان، وبالتالي الناس حادة النظر يشار إليها أحيانا باسم «صاحب عيون العقاب». العقبان يمكنها تحديد خمسة سناجب ملونه وتحديد موقع فريستها حتى لو كانت مخبأة.

## الميزات
وزن العقاب يتنوع: العقاب الصغير يمكن أن يزن 700 غرام (1.5 رطل)، في حين أن أكبر عقاب يزن 6.5 كيلوغرام (14 رطل)؛ إن العقاب الذي يزن 10 كيلوغرام (22 رطل) من الوزن يمكن أن يملك عيون كبيرة مثل الإنسان الذي يزن 200 رطل (91 كغ). على الرغم من أن حجم عين العقاب هو تقريبا نفس حجم عين الإنسان، والشكل الجانبي الخلفي لعين العقاب مسطح. شبكية عين العقاب يسمح لحد أعلى من النيكويست. شبكية العين أكثر وضوحا مع الخلايا العصوية و الخلايا المخروطية. في العقاب، النقرة المركزية لشبكية العين لديها مليون خلية لكل ملليمتر مربع بالمقارنة مع 200,000 لكل ملليمتر مربع في البشر. العقبان لها النقرة الثانية وثلاثة الجفون (اثنان منها مرئية). النقرة الثانية في العقبان تعطيهم رؤية أفضل وأكثر وضوحا في حين أن منطقة ضيقة على شكل شريط ضيق الذي يربط بين نقرتي العقاب ويستدل على أن يكون النقرة الثالثة. يستطيع العقاب لف رأسه المرن تقريبا بمقدار270 درجة، عندما يجلس أو يحلق

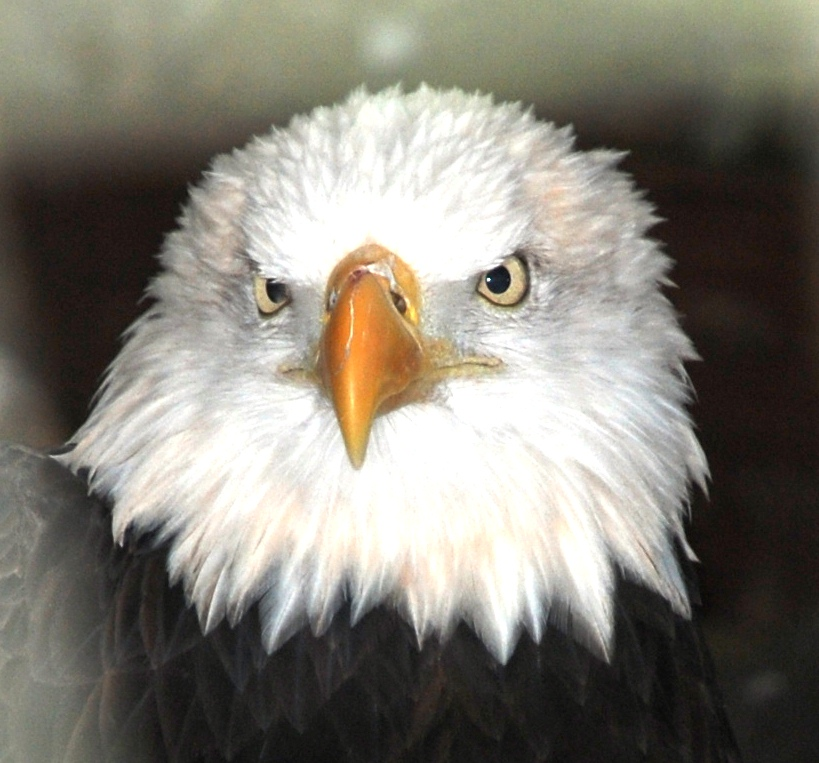
عقاب رخماء

العقبان تطرف بجفنها العلوي أكبر من الجفن السفلي؛ بالاضافه الي جفن داخلي يعرف بغشاء راف، الذي «ينمو في الزاوية الداخلية للعين، بجانب القناة المسيله للدموع». دموع العقاب ترطب العينين وتحتوي على الليزوزيم الكيميائية التي تحمي ضد المياة المالحة وأيضا تدمر البكتيريا، وبالتالي تمنع التهابات العين. غشاء راف يعمل كممسحة واسعة عبر العين. قزحية العقاب لونها أصفر شاحب، أخف بكثير من عيون الإنسان. كل من العقبان والبشر لديهم منطقة بيضاء تسمى الصلبة، ولكن في حالة العقبان مخفية تحت الجفن. فتحات الجفن شكلها بيضاوي في البشر، في حين أنها مستديرة في حالة عيون الطيور.
معظم العقبان لها رؤية ممتازة. عموما، العقبان لا تعاني من قصر النظر (قصر النظر) ومد البصر (بعد النظر). أولئك الذين لديهم هذه العيوب لا يمكنهم مطاردة فرائسهم بسهولة، وفي نهاية المطاف يموتون جوعا. لدى العقبان ميزة فريدة وظيفتها ليست مفهومة بشكل واضح، ولكن الاعتقاد العام هو أنها تساعد على تغذية شبكية العين، تبقيها صحية دون الأوعية الدموية، وتسهل تدفق السوائل من خلال الجسم الزجاجي في الضغط المناسب، تمتص الضوء لتقليل أي انعكاسات داخل العين التي يمكن أن تضعف الرؤية، وتساعد على تصور الحركة، وتقي من الشمس، وتساعد في إستشعار المجالات المغناطيسية.

## تشريح
- «العقاب الخطماء (هاليايتوس ليوكوسيفالوس) اللون السائد لهذه الطيور هو البني الداكن المحمر، والنصف السفلي يتغير إلى برتقالي أحمر، وتغطي كامل العين مع الشعيرات الدموية المشيمية، ومنقط مع الحبوب الصباغ البني، وإعطاء وهو مظهر خشبي وحبيبي، ويظهر لمعان رمادي الجزء العلوي من قاع العين، وعلى الجانب الزمني وبعض المسافة من الطرف العلوي من العصب البصري هو نقطة بيضاء رائعة، مستديرة تحيط بها منعكس صغير أخضر فاتح حلقة، وهو في حد ذاته المغلقة في حلقة خضراء ضيقة جدا، المنطقة العضلية.على الجانب الأنفي من القرص، وعلى مستوى مع هذه البقعة هو منطقة أخرى، من اللون الرمادي، وتحيط بها مروحة على شكل، إن مدخل العصب البصري هو أبيض واضح، وعلى طول مركزه يبرز عدد كبير من النقاط الصبغية الدقيقة، ويحد الهامش الخارجي للقرص الصباغ الأسود، كما لو كان الظل يلقي عليه من قبل البكتين. وفي هذا الصدد وفي بعض الحالات الأخرى قاع يشبه العين من النسر البحر.»

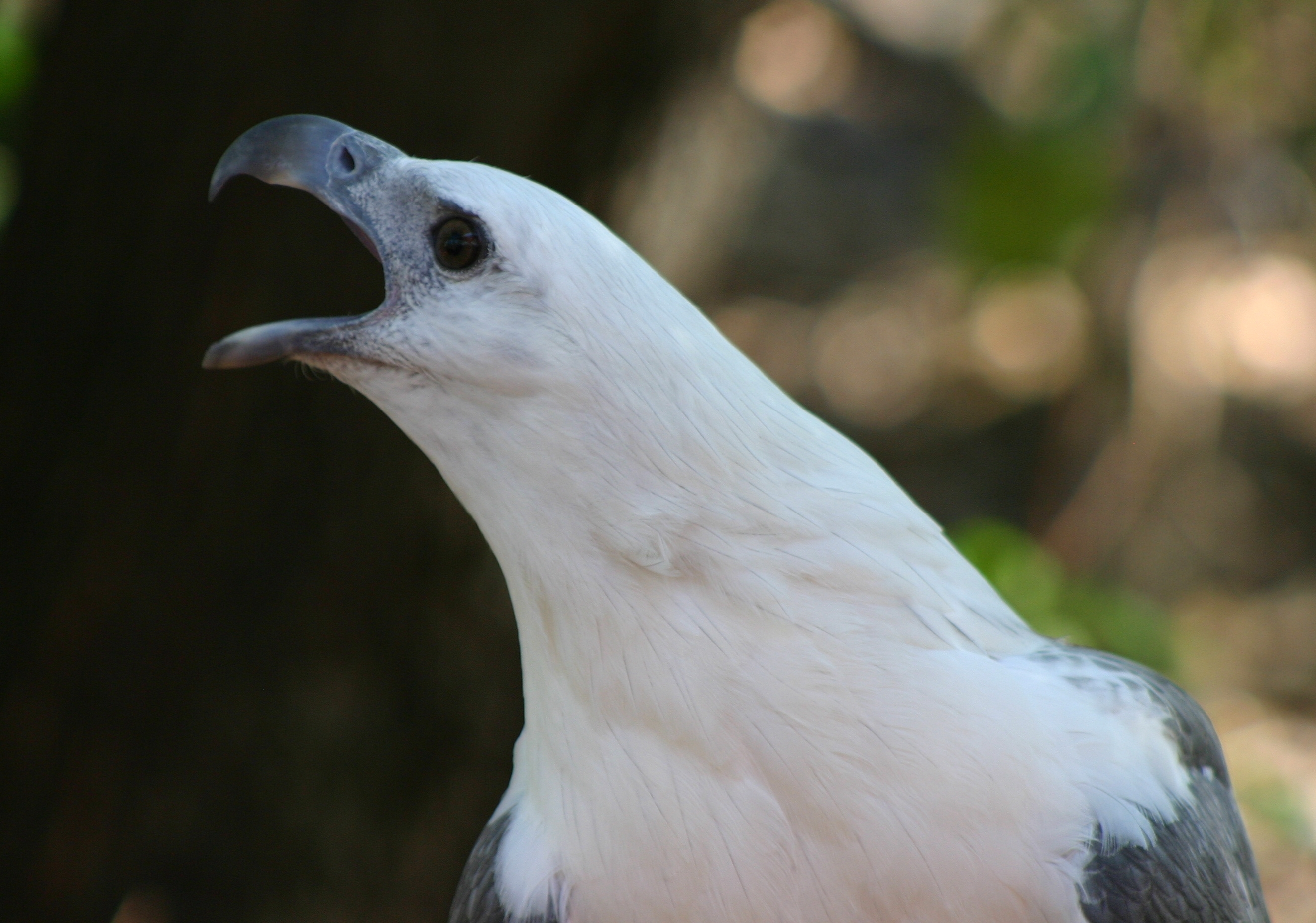
عقاب البحر الابيض

- «عقاب البحر الأبيض (هاليايتوس ليوكوغاستر) التلوين في معظمه يميل الي البني، والأرباع السفلى من الميدان التي تغطيها الشعيرات الدموية مملة والبرتقالي والأحمر واضح المشيمية، والقرص البصري هو البيضاوي الأبيض الطويل، الذي يتم تلوين الوسط باللون البرتقالي وتغطيه النقاط الصبغية الصغيرة، وتحيط الهوامش الحليمية باللون الأبيض مع الصباغ الأسود، ويغطي النصف العلوي من قاع العين كتلة من النقاط الرمادية المملة، وهناك رد فعل محدد جيدا بالقرب من كل من البقع، في هذه الحالة التي ينظر إليها في كيستريل.هذه المناطق هي واضحة جدا حساسة للضوء، كما يصبح الطيور فيدجيتي جدا وتعكر المزاج عندما يتم عرض الأشعة المنعكسة من المرآة مباشرة على النقرة أو غيرها من النقرة.البكتن كبير جدا ويأتي بشكل جيد إلى الأمام نحو السطح الخلفي للعدسة، كلا طرفي الجهاز مرئيا بوضوح من خلال منظار العين، وهناك ألياف عصبية مبهمة جدا يمكن رؤيتها في أي جزء من العين.»

## طالع أيضًا
- صقر هاآست
- قائمة الطيور الوطنية
- عقاب فلبيني
- عقاب أبيض البطن

### فهرس
- Boothe، Ronald G. (16 نوفمبر 2001). Perception of the Visual Environment. Springer. ص. 235–. ISBN:978-0-387-98790-3. مؤرشف من الأصل في 2020-01-25.
- Dudley، Karen (1997). Bald Eagles. Weigl Educational Publishers. ص. 10. ISBN:9780919879942. مؤرشف من الأصل في 2020-01-25.
- Grambo، Rebecca L. (14 ديسمبر 2003). Eagles. Voyageur Press. ISBN:978-0-89658-363-4. مؤرشف من الأصل في 2016-04-30.
- Hutchinson، Alan E.؛ Silliker، Bill (1 أبريل 2000). Just Eagles. Willow Creek Press. ص. 34–. ISBN:978-1-57223-277-8. مؤرشف من الأصل في 2020-01-25.
- Potts، Steve؛ Ueblacher، Sigrid Noll- (2006). Wildlife of North America. Capstone,. ص. 11-. ISBN:9780736884839. مؤرشف من الأصل في 2020-01-25.{{استشهاد بكتاب}}:  صيانة الاستشهاد: علامات ترقيم زائدة (link)
- Wood، Casey Albert (1917). The Fundus Oculi of Birds, Especially as Viewed by the Ophthalmoscope: A Study in Comparative Anatomy and Physiology (ط. public domain). Lakeside Press. ص. 90–. مؤرشف من الأصل في 2020-01-25.